# Осолике муве
Осолике муве (лат. Syrphidae) су породица инсеката која припада реду двокрилаца (Diptera). 

## Опис
Ова породица је познатија под називима осолике муве, цветне муве или муве лебдилице. Називи указују на мимикрична обележја одраслих јединки којим опонашају акулеатне опнокрилце и специфичан начин њиховог лета.